# Rivolte prussiane

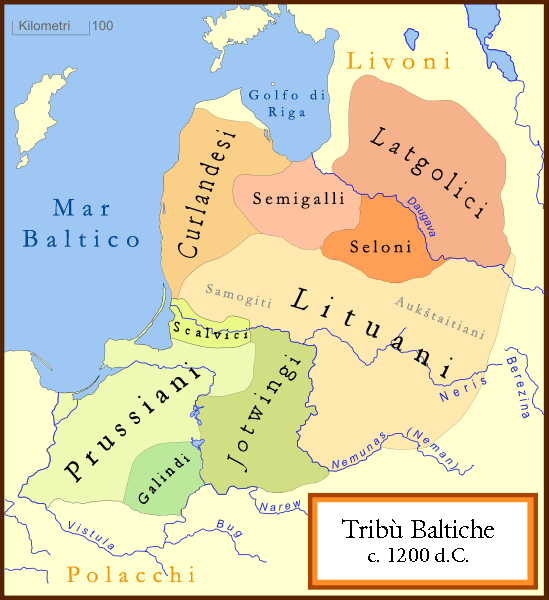
Le tribù baltiche e i vari gruppi di prussiani nel 1200 circa

Con rivolte prussiane si fa riferimento a una serie di cinque insurrezioni, di cui due di dimensione maggiore e tre dalla portata ridotta, effettuate nel XIII secolo in Prussia dagli antichi Prussiani, una delle tante tribù baltiche, contro i Cavalieri teutonici. L'ordine religioso cavalleresco, con il sostegno papale e dall'Europa cristiana, si impose l'obiettivo di sottomettere militarmente e convertire i Prussiani pagani. Nei primi dieci anni della crociata prussiana, la quale interessò la regione omonima, cinque delle sette principali famiglie nobili prussiane si erano arrese ai meno numerosi Cavalieri teutonici. Ciò non impedì ai Prussiani di insorgere contro i propri conquistatori in cinque occasioni.
La prima rivolta fu finanziata dal duca Swietopelk II, duca di Pomerania. Inizialmente i Prussiani ebbero successo, riducendo i Cavalieri ad asserragliarsi nei soli cinque castelli rimasti sotto il loro controllo. Anche se la situazione sembrava volgere a favore del duca, le popolazioni locali riportarono una serie di sconfitte militari e, alla fine, dovettero riappacificarsi con i crociati. Venuto meno il sostegno del duca Swietopelk ai Prussiani, un legato pontificio spedito da papa Innocenzo IV negoziò un accordo di pace tra le due controparti. Tuttavia, questo trattato non fu mai onorato o applicato, specialmente dopo la vittoria prussiana nella battaglia di Krücken alla fine del 1249.
La seconda rivolta, nota a livello storiografico come "grande rivolta prussiana", fu provocata dalla battaglia di Durbe del 1260, la più disastrosa sconfitta subita dai Cavalieri teutonici nel XIII secolo. Questa ribellione risultò la più lunga, seria e pericolosa per l'Ordine, il quale fu di nuovo costretto a rintanarsi nei cinque castelli meglio rinforzati. Le truppe che dovevano assistere i Cavalieri giungevano con lentezza, nonostante i ripetuti incoraggiamenti di papa Urbano IV, e per i teutonici tutto lasciava presagire al peggio. A svantaggiare i Pruzzi e ad impedirgli di assestare il colpo decisivo fu la mancanza di unità e di una strategia comune, che diede il tempo necessario affinché rinforzi più numerosi finalmente raggiunsero la Prussia intorno al 1265. Uno dopo l'altro, i gruppi prussiani si arresero e i focolai di insorti vennero stroncati nel 1274.
Le successive tre rivolte minori dipesero da aiuti stranieri e furono soppresse nel giro di uno o due anni. L'ultima rivolta del 1295 pose fine alla crociata; con la Prussia che divenne infine un territorio cristiano di lingua tedesca, che assimilò i Prussiani nativi e un certo numero di coloni provenienti da diversi Stati del Sacro Romano Impero.

## Contesto storico
| Cronologia delle conquiste teutoniche | Cronologia delle conquiste teutoniche |
| Anno                                  | Gruppo di Prussiani                   |
| ------------------------------------- | ------------------------------------- |
| 1233–1237                             | Pomesani                              |
| 1237                                  | Pogesani                              |
| 1238–1241                             | Warmiani, Natangi, Barthi             |
| 1252–1257                             | Sambiani                              |
| 1274–1275                             | Nadruvi                               |

Sebbene i Prussiani (o Pruzzi) respinsero le prime incursioni dell'Ordine di Dobrzyń, essi furono numericamente soverchiati dagli attacchi eseguiti dalla Polonia, dai Ruteni nel sud-est e dai Cavalieri teutonici dall'ovest. L'Ordine teutonico fu chiamato nella terra di Chełmno nel 1226 da Corrado I di Polonia, il quale aveva intrapreso in precedenza una serie di attacchi contro i Pruzzi ed era preoccupato dalla prospettiva eventuali incursioni ostili; con la scusa di convertire i pagani, fu in grado di giustificare la sua richiesta di soccorso. Impegnati nelle crociate in Terra santa, i Cavalieri teutonici dimostrarono la propria disponibilità soltanto nel 1230. Il loro primo compito fu quello di costruire una base sulla riva sinistra della Vistola a Vogelsang, di fronte a Toruń (Thorn), che fu completata un anno dopo. Guidati da Hermann Balk, i teutonici non ripeterono gli errori del precedente ordine cavalleresco e non si spinsero verso est attraversando le foreste. La scelta si rivelò infatti quella di costruire dei castelli fortificati in legno (in seguito in mattoni e pietra) lungo i principali fiumi e la laguna di Vistola, al fine di utilizzarle come testa di ponte per future espansioni. Nel 1231-1242 videro la luce quaranta fortificazioni nell'ambito di questa scelta decisionale dei teutonici. I Prussiani affrontarono grandi difficoltà nell'espugnare i castelli, poiché erano abituati a combattere solo in campo aperto. La maggioranza dei conflitti ebbe luogo in estate o in inverno per motivi precisi. La pesante cavalleria teutonica non poteva viaggiare e combattere su terreni impregnati d'acqua per via dello scioglimento della neve o a causa delle piogge autunnali. D'altro canto le campagne estive erano ancor più pericolose, poiché i teutonici, nel caso in cui conseguivano successi, preferivano avviare immediatamente la costruzione di fortezze impiegando molti uomini scarsamente difesi. Alla lunga, tuttavia, tale strategia ebbe però successo: nel giro di un decennio, cinque dei sette principali gruppi di Prussiani avevano ceduto ai pochi cavalieri a disposizione dell'Ordine. I Prussiani non si diedero subito per vinti e scatenarono cinque rivolte nei successivi cinquant'anni.

## La prima rivolta prussiana (1242-1249)

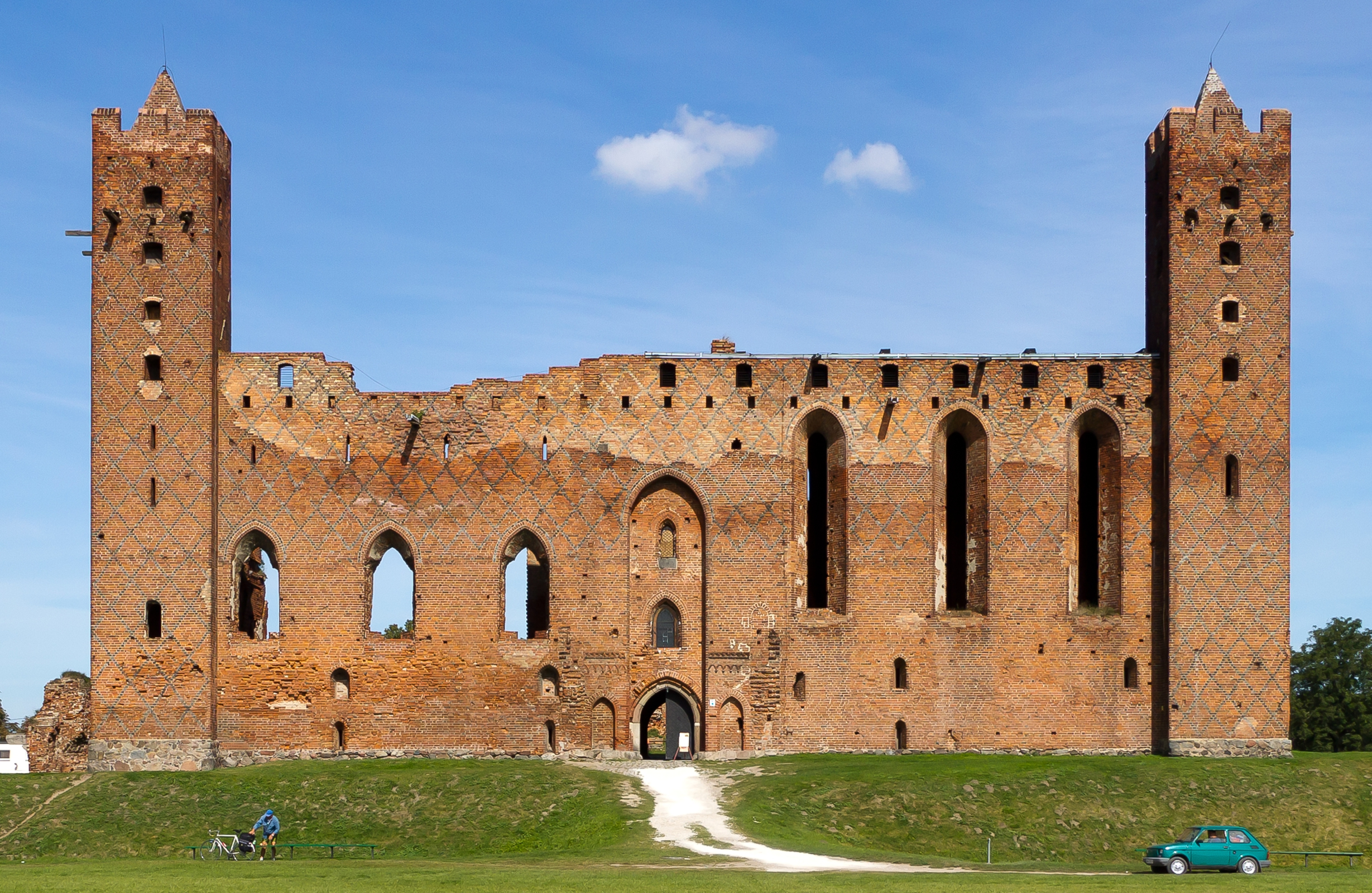
Rovine del castello teutonico di Rehden (oggi Radzyń Chełmiński). Era uno dei cinque castelli non catturati dai prussiani

La prima rivolta prussiana fu scatenata essenzialmente da tre eventi: in primis, l'Ordine di Livonia, una branca più o meno dipendente ai Cavalieri teutonici, che perse la battaglia del lago Peipus ghiacciato contro Aleksandr Nevskij nell'aprile 1242; in secondo luogo, la Polonia meridionale fu devastata da un'incursione mongola nel 1241; nel tentativo di arginarla, i Polacchi persero la battaglia di Legnica e ciò comportò per i teutonici la perdita di uno degli alleati più fidati e che forniva spesso rinforzi. In terzo luogo, il duca Swietopelk II di Pomerania (o Swantopolk) stava combattendo contro i Cavalieri, in quanto essi sostenevano le pretese dinastiche dei suoi fratelli contro di lui. Parte della storiografia ipotizza che i nuovi castelli costruiti si mostrarono d'ostacolo per le sue rotte commerciali lungo il fiume Vistola. Inoltre, mentre vi è chi abbraccia l'ipotesi di un'alleanza tra Swietopelk e i Pruzzi senza esitazione, altri sono più cauti e sottolineano che le informazioni storiche ad oggi a disposizione provengono da documenti scritti dai Cavalieri teutonici. Pertanto, può bene darsi che siano state oculatamente manipolare al fine di convincere il pontefice a bandire una crociata non solo contro i pagani, ma pure contro il duca cristiano.

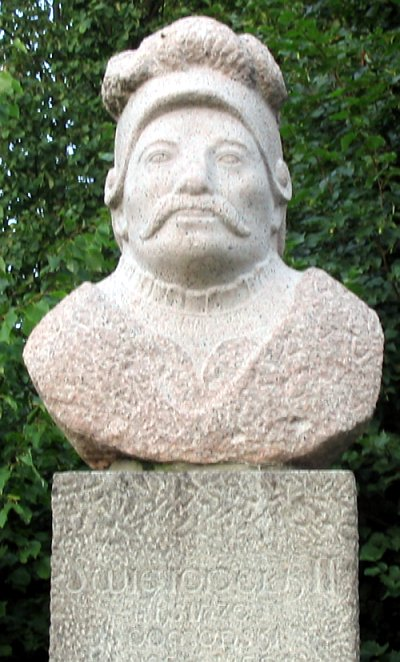
Busto dedicato a Swietopelk II di Pomerania in un parco di Oliwa

I Prussiani assediarono i castelli teutonici e riuscirono a catturarli tutti tranne quelli di Elbing (Elbląg) e Balga, localizzati nelle regioni orientali della Natangia e Varmia, e Thorn (Toruń), Culm (Chełmno) e Rehden (Radzyń Chełmiński), nelle zone occidentali. Nel dicembre 1242, i Cavalieri furono in grado di catturare Sartowice, il castello di Swietopelk sulle rive della Vistola. L'assedio avviato per riprendere la fortezza durò cinque settimane, ma non terminò con un buon esito, in quanto perirono 900 uomini fedeli al duca. Nella primavera del 1243, Swantopolk perse anche il castello di Nakel (Nakło nad Notecią), fondamentale per gestire il commercio sul fiume Noteć. A fronte di queste perdite, il duca fu costretto a negoziare una tregua di breve durata. Nell'estate del 1243, i Pruzzi e gli Jatvingi penetrarono in Kulmerland (Terra di Chełmno) e, sulla via del ritorno dalle incursioni, sconfissero i crociati sulle loro tracce il 15 giugno sulle rive del fiume Osa. In quell’occasione perirono circa 400 soldati teutonici, incluso il loro maresciallo. Swantopolk, incoraggiato dalla sconfitta tedesca, riuscì a radunare un esercito di 2.000 uomini e assediò, pur senza successo, Culm (Chełmno).
I Cavalieri teutonici si impegnarono a formare una coalizione indirizzata contro Swantopolk rivolgendosi ai duchi di Masovia, a cui vennero promesse delle terre in Prussia, ai duchi della Grande Polonia, a cui sarebbe andata Nakel, e ai duchi di Pomerelia, fratelli di Swantopolk e desiderosi di riottenere la loro eredità. Per difendersi, Swietopolk costruì un castello a Zantyr, dove il Nogat si separa dalla Vistola, e creò un blocco navale da Elbing a Balga. Mentre la struttura resistette agli attacchi teutonici, il blocco fu spazzato via ricorrendo all'impiego delle cocche. Alla fine del 1245, l'esercito di Swantopolk subì una grave sconfitta a S(ch)wetz Świecie, e un'altra all'inizio del 1246, dove furono uccisi 1.500 Pomerani. Swantopolk II chiese allora una tregua e papa Innocenzo IV nominò il suo cappellano, Jacques Pantaléon, il futuro papa Urbano IV, per supervisionare i negoziati di pace. Tuttavia, la guerra riprese nel 1247, quando un gran numero di rinforzi teutonici arrivarono in Prussia. Alla vigilia di Natale del 1247, i tedeschi assediarono con successo una grande fortezza pomesana, che in seguito ribattezzarono Christburg (Dzierzgoń). Con l'assistenza del neo-arrivato Enrico III di Meißen, fu possibile sottomettere presto i Pogesani. Swantopolk riconquistò e distrusse Christburg, ma i Cavalieri la ricostruirono in una nuova posizione. Sia gli eserciti prussiani che quelli di Swantopolk non riuscirono a espugnare una seconda volta. Ottone III di Brandeburgo si mosse con i suoi uomini in Varmia e Natangia, costringendo i combattenti locali ad arrendersi.
I colloqui di pace iniziati nel 1247 non furono molto costruttivi, ma si provò a eseguire un nuovo tentativo nel settembre 1248 e, il 24 novembre 1248, si giunse alla pace. Swantopolk dovette restituire le terre sequestrate ai suoi fratelli, consentire ai Cavalieri teutonici di transitare attraverso i suoi domini, smettere di domandare pedaggi alle navi che solcavano la Vistola e bloccare qualsiasi supporto ai Prussiani. Questi ultimi furono invece costretti a firmare il trattato di Cristburgo il 7 febbraio 1249. Il documento prevedeva la libertà personale e diversi diritti per i cristiani appena convertiti. Terminata formalmente la rivolta, già nel novembre del 1249 i Natangi affrontarono e sconfissero i Cavalieri nella battaglia di Krücken. Le schermaglie durarono fino al 1253 e alcune fonti citano quest'anno come quello della fine della rivolta. In virtù degli eventi successivi alla sua stipulazione, il trattato aveva perso il suo valore; ad ogni modo, rimane un atto interessante dal punto di vista storiografico.

## La grande rivolta prussiana (1260-1274)

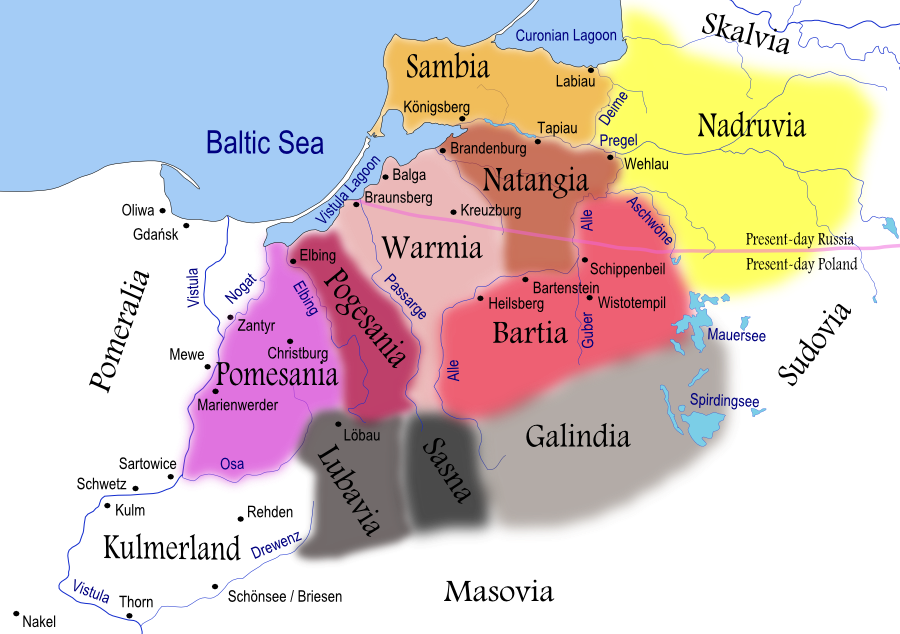
Mappa dei gruppi prussiani nel XIII secolo

Mappa che mostra le regioni e gli insediamenti coinvolti nella seconda rivolta

### Preparazione e tattiche
La cosiddetta grande rivolta ebbe inizio il 20 settembre 1260, cioè in concomitanza della vittoria militare lituana e samogita contro le forze congiunte dell'Ordine di Livonia e di quello teutonico nella battaglia di Durbe. Mentre l'insurrezione andava diffondendosi a macchia d'olio nelle terre prussiane, ogni etnia scelse una propria guida: i Sambiani elessero come proprio comandante Glande, i Natangi Herkus Monte, i Barthi Diwanus, i Warmi Glappo e i Pogesani Auktume. All'appello dei ribelli non si unirono le comunità dei Pomesani. A fornire ulteriore appoggio vi era Skalmantas, principale condottieri dei Sudoviani. Ciononostante, non esisteva una figura centrale che coordinasse le operazioni delle varie forze in campo. È possibile soltanto ipotizzare che si trattasse Herkus Monte, il quale era stato in vita in Germania, l'uomo che riscuoteva il consenso maggiore; altri invece sostengono che comandò solo i Natangi.
I Pruzzi assediarono i numerosi castelli che i Cavalieri avevano costruito, sapendo che il grosso delle truppe non poteva giungere, quantomeno in fretta, in Occidente poiché, come si è detto, si trovava o era già morto in Lettonia. I Prussiani non avevano familiarità con le tattiche e le armi d'assedio dell'Europa occidentale; pertanto si affidarono alla realizzazione di fortezze di colline, costruiti intorno al castello, per tagliare le provviste agli occupanti. I Cavalieri teutonici non riuscirono a radunare grandi eserciti per fornire rifornimenti alle guarnigioni affamate e i piccoli castelli iniziarono pertanto a cadere. Il più delle volte, le fortificazioni espugnate venivano distrutte, poiché non si disponeva dei mezzi necessari per difendere gli edifici e fornire rifornimenti di cibo e di vario genere a coloro che li avrebbero dovuti presidiare; una delle poche eccezioni fu Heilsberg (Lidzbark Warmiński). Il 29 agosto 1261 Jacques Pantaléon, colui il quale supervisionò la formazione del trattato di Cristburgo dopo la prima rivolta, salì al soglio pontificio con il nome di Urbano IV. Avendo constatato di persona lo status della Prussia, tenne particolarmente in considerazione i Cavalieri teutonici, circostanza che spiega l'emissione di 22 bolle papali nei tre anni del suo papato in cui intimava di inviare rinforzi all'ordine religioso. Mentre il supporto sembrava finalmente arrivare, l'Europa orientale appariva alla stregua di una polveriera; mentre i duchi di Polonia e Germania erano occupati nelle loro diatribe, l'Ordine di Livonia stava infatti contrastando l'insurrezione dei Semgalli.

### Successi iniziali dei Prussiani

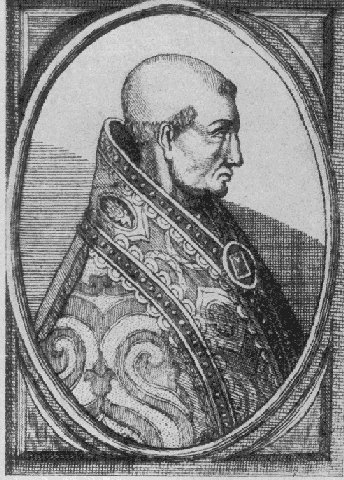
Papa Urbano IV (al soglio pontificio dal 1261 al 1264) fu particolarmente sensibile alle tematiche legate ai teutonici in Prussia. Questo perché fu testimone oculare dello stato delle cose e diresse in prima persona i preparativi del trattato di Cristburgo al termine della prima rivolta prussiana

I primi rinforzi teutonici arrivarono all'inizio del 1261, ma furono spazzati via il 21 gennaio 1261 da Herkus Monte nella battaglia di Pokarwis. Nel gennaio 1262, giunsero dei rinforzi dalla Renania guidati da Guglielmo VII, duca di Jülich, il quale venne obbligato da papa Alessandro IV ad adempiere ai suoi doveri da crociato in Prussia. Questo esercito si dimostrò capace di interrompere l'assedio di Königsberg. Non appena però abbandonò la regione per raggiungere la Germania, i Sambiani ripresero l'assedio con il sostegno di Herkus Monte e dei Natangi al suo seguito. Herkus fu ferito in battaglia e il suo popolo scelse di ritirarsi, lasciando i Sambiani incapaci di fermare i rifornimenti che giungevano il castello e causando il fallimento dell'attacco. I Pruzzi ottennero più successo nelle zone interne (tranne nel caso di Wehlau, ora Znamensk); ai teutonici rimasero in possesso delle sole roccaforti di Balga, Elbing, Culm, Thorn e Königsberg. La maggior parte di esse cadde nel 1262–1263, mentre Bartenstein si arrese nel 1264. Ancora una volta i Prussiani distrussero i forti catturati anziché sfruttarli a proprio vantaggio. Uno dei pochi pregi di questa strategia fu la facoltà di spostarsi liberamente altrove in Prussia, poiché non era necessario fermarsi a presidiare alcunché. Le tappe successive dei combattimenti interessarono le regioni della Culmerland e della Cuiavia.
Ripresosi dalle ferite, Herkus Monte tornò a combattere e sbaragliò i difensori della terra di Chełmno, facendo molti prigionieri nel 1263. Sulla via del ritorno in Natangia, Herkus e i suoi uomini furono affrontati da un contingente nemico in quella che è passata alla storia come battaglia di Löbau. Nel corso di questa lotta i Prussiani uccisero quaranta cavalieri, incluso il feldmarschall dell'Ordine. I nativi ricevettero anche il supporto dei Lituani e dei Sudoviani. Nell'estate del 1262, Treniota e Švarnas attaccarono la Masovia, uccidendo il duca Siemowit I e saccheggiarono la Culmerland, spingendo i Pogesani ad unirsi agli scontri. Tuttavia, l'assassinio di Mindaugas e le successive lotte dinastiche impedirono ai Lituani di avviare ulteriori campagne. Skalmantas, comandante dei Sudoviani, fece il suo ingresso a Culm (Chełmno) sia nel 1263 che nel 1265.

### Punto di svolta

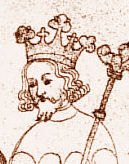
Re Ottocaro II di Boemia partecipò due volte alla crociata prussiana: nel 1254, quando fondò Königsberg, chiamata così in suo onore, e nel 1267, quando aiutò a reprimere la grande rivolta prussiana

Il 1265 rappresentò il punto di svolta per il prosieguo dell'insurrezione, poiché l'arrivo di rinforzi più numerosi fra le file teutoniche raggiunse raggiungere la Prussia e la Sambia, rendendo i popoli locali incapaci di prevalere sui nemici per carenza di uomini. I castelli teutonici di Königsberg e Wehlau sul fiume Pregel tagliarono la regione dal resto della Prussia. I rifornimenti a Königsberg furono portati via mare e il castello servì da base alle incursioni nei dintorni della Sambia. L'ordine di Livonia inviò guerrieri a Königsberg e le forze congiunte sconfissero i Sambiani in una battaglia decisiva, costringendoli ad arrendersi. Nel 1265, arrivarono teuppe fresche dalla Germania rappresentate dagli eserciti del duca Alberto I di Braunschweig e di Alberto II di Meißen si unirono ai crociati, senza però ottenere grandi risultati sul pieno bellico. Nel 1266 Ottone e Giovanni I, co-sovrani della Marca di Brandeburgo, eressero un castello nelle terre natange tra Balga e Königsberg e lo chiamarono Brandeburgo (dal 1945 Ušakovo). A causa del tempo assai inclemente, non furono in grado di organizzare ulteriori campagne nelle terre prussiane.
Quando i duchi si ritirarono e presero la via che conduceva alla propria patria, la fortezza di Brandeburgo fu catturata da Gloppe e dai Varmiani. L'anno successivo, Otto tornò per ricostruire il castello. Tuttavia, sia Giovanni che Otto morirono prima della fine del 1267 e il figlio di Ottone fu ucciso nel corso di un torneo. I successivi duchi di Brandeburgo non fornirono alcuna assistenza degna di nota per i Cavalieri. Nel 1266 il duca Swantopolk, sostenitore dei Prussiani durante la prima rivolta, morì e i suoi figli Mestwin II e Warcisław si unirono per breve tempo alle schermaglie in favore delle popolazioni autoctone. Nel 1267, re Ottocaro II di Boemia, il quale già nel 1254 aveva partecipato alla crociata prussiana e a cui fu promesso da papa Urbano IV che avrebbe potuto tenere per sé tutte le terre conquistate, si recò nuovamente in Prussia. Il principale risultato che conseguì riguardò l'aver costretto il duca Mestwin a riconciliarsi con i teutonici. La sua grande armata non fu in grado di compiere una campagna a causa delle condizioni climatiche; infatti, i cavalieri, attrezzati soprattutto per affrontare il freddo, dovettero fare i conti con l'anomala mitezza dei primi mesi dell'anno 1254 che causò lo scioglimento della neve e anticipò diverse precipitazioni che resero inutilizzabili vari equipaggiamenti.
La guerra con i Prussiani si trasformò in operazioni lampo nelle regioni di confine. Piccoli gruppi di uomini, variamente composti da una dozzina e fino a cento, si impegnarono infatti a eseguire rapide sortite nelle fattorie, nei villaggi, nei luoghi di frontiera, ecc al fine di logorare il nemico. I Cavalieri teutonici ben sapevano che questa strategia avrebbe soltanto tamponato l'impossibilità momentanea di prevalere sul nemico, ragion per cui temporeggiarono fino all'arrivo di nuove reclute dalla Germania e dall'Europa. Dopo il massacro dei soldati teutonici arresisi nella battaglia di Krücken nel 1249, i cavalieri si rifiutarono di negoziare con i Prussiani, i quali apparivano stremati dai conflitti. La mancanza di un'autorità centrale e di una più solida coordinazione si rivelarono tra le ragioni dell'insuccesso. I Natangi dovevano guardarsi dagli attacchi che potevano arrivare da Balga, Brandeburgo, Wehlau e Königsberg mentre i Vaarmiani erano minacciati sia dalle guarnigioni di Cristburgo sia di Elbing. In una siffatta situazione, solo Diwane e i Barthi al suo fianco furono in grado di continuare a muoversi liberamente in Occidente. Essi continuarono annualmente ad effettuare numerose spedizioni minori nella terra di Chełmno.

### La fine della rivolta

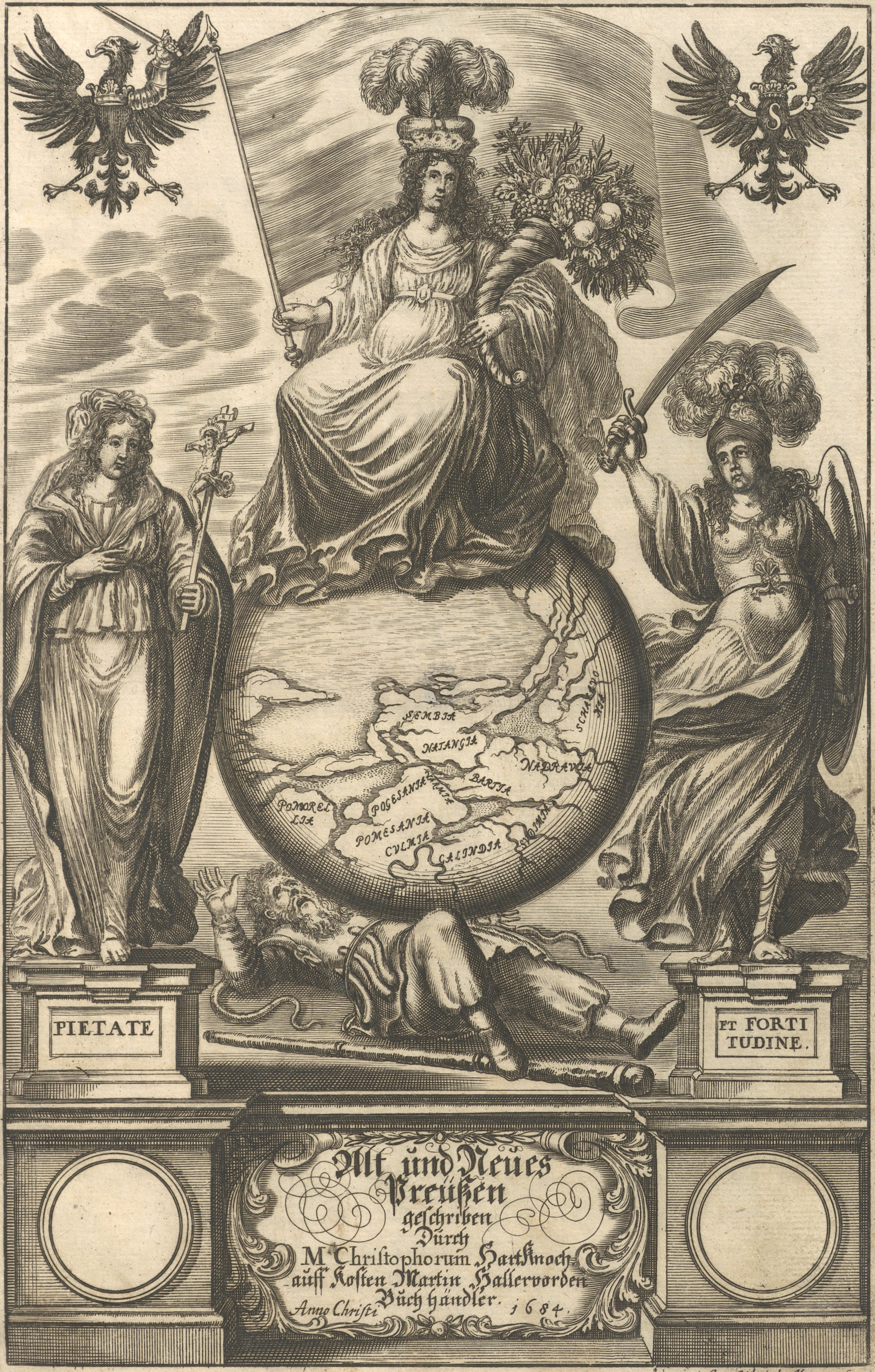
Un'illustrazione non contemporanea del trionfo teutonico in Prussia: un nativo prussiano viene schiacciato sotto il peso dei vittoriosi Cavalieri teutonici (Christoph Hartknoch, 1684)

La principale offensiva prussiana fu organizzata nel 1271 insieme a Linka, comandante dei Pogesani. La fanteria dei Barthi e dei Pogesani assediò una fortificazione di confine, ma fu respinta dai cavalieri di Cristburgo. I Prussiani che riuscirono a fuggire si unirono alla loro cavalleria, mentre altri teutonici avevano allestito un accampamento sulla sponda opposta del fiume Dargune (fiume Dzierzgoń) per intrappolarli. Quando i crociati si ritirarono per la notte lasciando a guardia solo le sentinelle, metà dell'esercito prussiano attraversò il fiume di nascosto per attaccare l'ordine alle spalle; subito dopo, gli altri guadarono il fiume per avviare un attacco frontale, circondando così gli avversari. Lo scontro che si scatenò, noto come battaglia di Paganstin, terminò con la morte di dodici cavalieri e 500 uomini di fanteria. I Prussiani, sull'onda dell'entusiasmo, attaccarono subito Cristburgo e per poco non la catturarono, concentrandosi in seguito nei dintorni della città. Nel frattempo giunse la cavalleria di Elbing e la fanteria prussiana, presa di sorpresa, morì mentre provava a fuggire. Nonostante le perdite, Diwane si ripresentò presto e bloccò le strade che conducevano a Cristburgo, nella speranza di far morire di fame gli occupanti della fortezza. Diwane morì nel corso di un assedio di minore importanza a Schönsee (Wąbrzeźno) nel 1273.
Nell'inverno 1271-1272 erano stati inviati rinforzi da Meißen, guidati dal conte Dietrich II. L'esercito invase la Natangia e assediò una costruzione difensiva dei locali senza nome. L'assalto costò 150 vittime ai crociati, ma la maggior parte della resistenza natangiana venne invece spezzata via e la regione subì gravi danni. Herkus Monte, alla guida di un piccolo contingente, dovette rifugiarsi nelle foreste della Prussia meridionale e, nel giro di un anno, fu infine catturato e impiccato. Anche l'ultimo capo prussiano, Glappe di Varmia, finì impiccato quando i suoi uomini intenti ad assaltare Brandeburgo (oggi Ušakovo, nell'oblast' di Kaliningrad) furono colpiti anche dalle spalle. L'ultimo gruppo a cedere fu quello dei Pogesani, i quali riuscirono con astuzia a prendere Elbing tendendo un'imboscata alla guarnigione che la presidiava. Nel 1274 i Cavalieri meditarono una grande operazione per vendicare quanto accaduto; dopo aver espugnato il quartier generale ribelle presso Heilsberg (Lidzbark Warmiński), la ribellione poteva dirsi conclusa.
I Cavalieri si prodigarono per ricostruire e rafforzare i castelli distrutti. Un certo numero di Prussiani fuggì in Sudovia o in Lituania, mentre altri dovettero necessariamente spostarsi per ordine dei teutonici. Molti contadini liberi divennero schiavi e i nobili locali dovettero convertirsi e consegnare gli ostaggi; solo ad alcuni di essi fu concesso il privilegio di fregiarsi ancora dei vecchi titoli. Tra 1274 e il 1283, i Cavalieri teutonici si concentrarono nella sottomissione degli Skalviani, dei Nadruvi e degli Jatvingi.

## Ulteriori insurrezioni e conseguenze

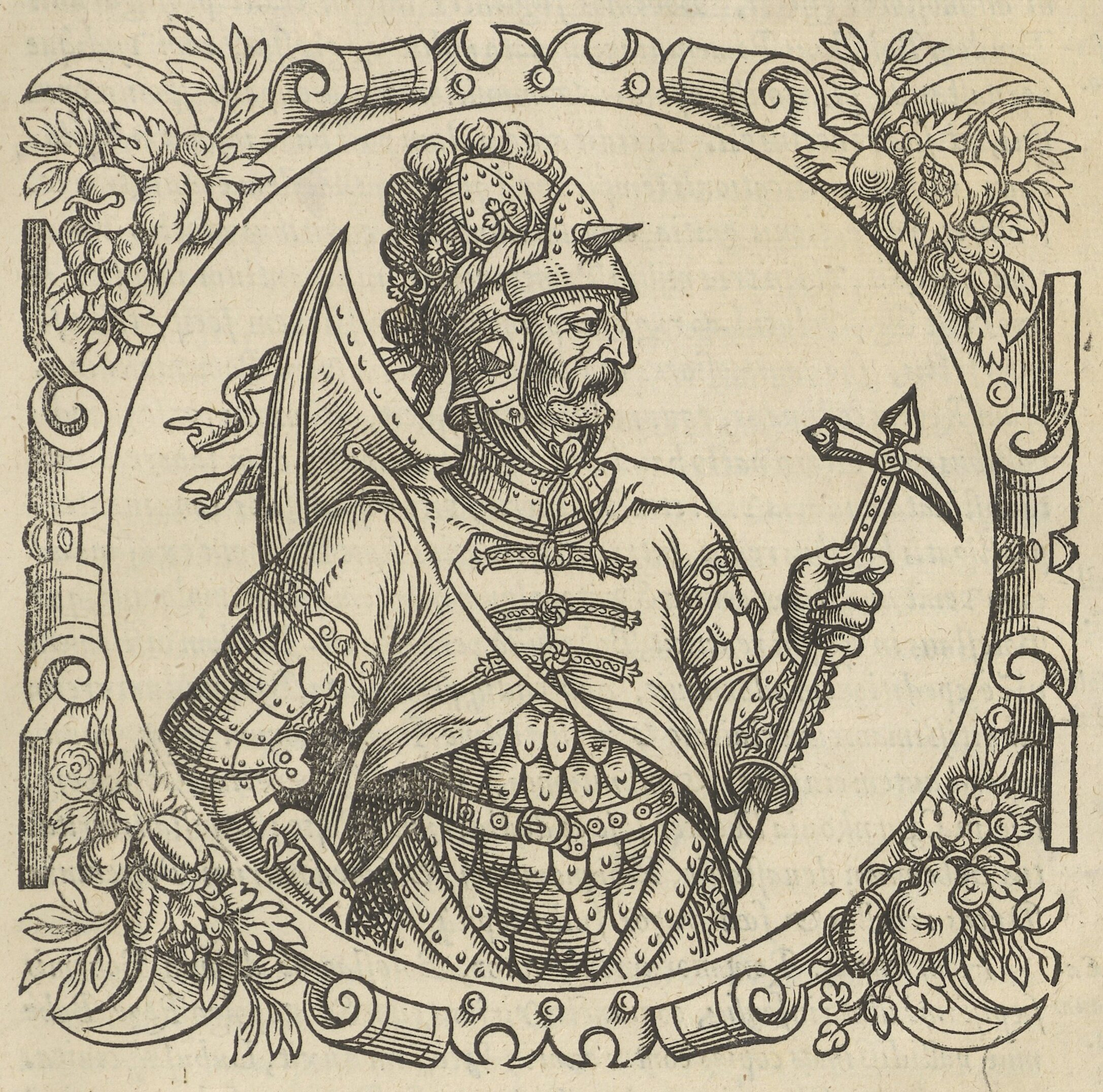
Ritratto immaginario del granduca Vytenis. I Prussiani speravano potesse aiutarli a sconfiggere i Cavalieri teutonici nel 1295

Dopo la grande rivolta, i Prussiani insorsero in diverse occasioni contro i dominatori stranieri, ma queste ribellioni si dimostrarono di scala decisamente più ridotta e non rappresentarono alcun pericolo concreto per i Cavalieri teutonici, che riuscirono a concentrarsi su ulteriori conquiste. Si ritiene che il numero di insurrezioni seguenti alla grande rivolta sia stato pari a due o tre (il conteggio varia in base alle ricostruzioni storiografiche). Soppresse nel giro di un anno o due, il principale motivo per cui fallirono riguardò la mancanza di coordinazione tra le tribù prussiane. La terza rivolta, avvenuta nel 1276, fu provocata da Skalmantas, capo dei Sudovi, il quale fece irruzione con successo nelle terre teutoniche. L'anno successivo, con l'aiuto dei Lituani, condusse 4.000 uomini nella terra di Chełmno. Non si diffusero nuovi focolai dopo che Teodorico, vogt della Sambia, convinse i Sambiani a non unirsi alle proteste; i Natangi e i Varmiani avevano dal canto loro accettato il battesimo e promesso la loro lealtà incondizionata ai Cavalieri. Solo i Pogesani continuarono a combattere, venendo però sopraffatti nel giro di poco tempo. I sopravvissuti, guidati dai Barthi, fuggirono a Hrodna, nel Granducato di Lituania, dove si unirono ad altri rivoltosi della stessa tribù, agli Skalviani e a tutti i Nadruvi che fuggirono nell'odierna Bielorussia dopo la grande rivolta.
Gli ultimi due tentativi prussiani di liberarsi dal dominio teutonico avvennero con il supporto di potenze straniere ostili ai Cavalieri. Il primo, noto anche come quarta rivolta, accadde nel 1286 e dipese dall'aiuto del Principato di Rugia, amministrato dal nipote di Swantopolk. Il piano fu presto scoperto e, privi del supporto esterno, i Barthi e i Pogesani dovettero affrontare nuove restrizioni. Nel 1295 l'ultima rivolta fu limitata alla Natangia e alla Sambia e fu appoggiata da Vytenis, Granduca di Lituania. Gli insorti catturarono Bartenstein (Bartoszyce) con un'azione a sorpresa e si spinsero a saccheggiare fino a Königsberg, ma non costituirono mai una seria minaccia. A quel tempo la nobiltà prussiana era già stata battezzata ed era filo-teutonica poiché non desiderava perdere ulteriori guerrieri o braccianti alle proprie dipendenze, questi ultimi spesso i principali partecipanti alle ribellioni.
Quanto accaduto nel 1295 pose fine alla crociata prussiana e permise ai Cavalieri di focalizzarsi sulla conquista della Samogizia e della Lituania. Gli storici lituani notano che la feroce resistenza dei Prussiani permise ai baltici di guadagnare tempo, perché il giovane e fragile stato lituano maturasse si rafforzasse in modo da potersi opporre alla crociata centenaria, culminata nella battaglia del 1410 di Grunwald, perdendo territori in minima parte. Le terre prussiane furono ripopolate dai coloni tedeschi, che dopo il XVI secolo infine superarono in numero gli autoctoni. Si stima che nel 1400 circa i pruzzi fossero 100.000 e rappresentassero circa la metà della popolazione totale in Prussia. Sottoposti alla germanizzazione e all'assimilazione culturale, si estinsero dopo il XVI secolo, mentre si ritiene che la lingua prussiana scomparve intorno all'inizio del XVIII secolo.